# Figurine bobblehead
 (avril 2019).

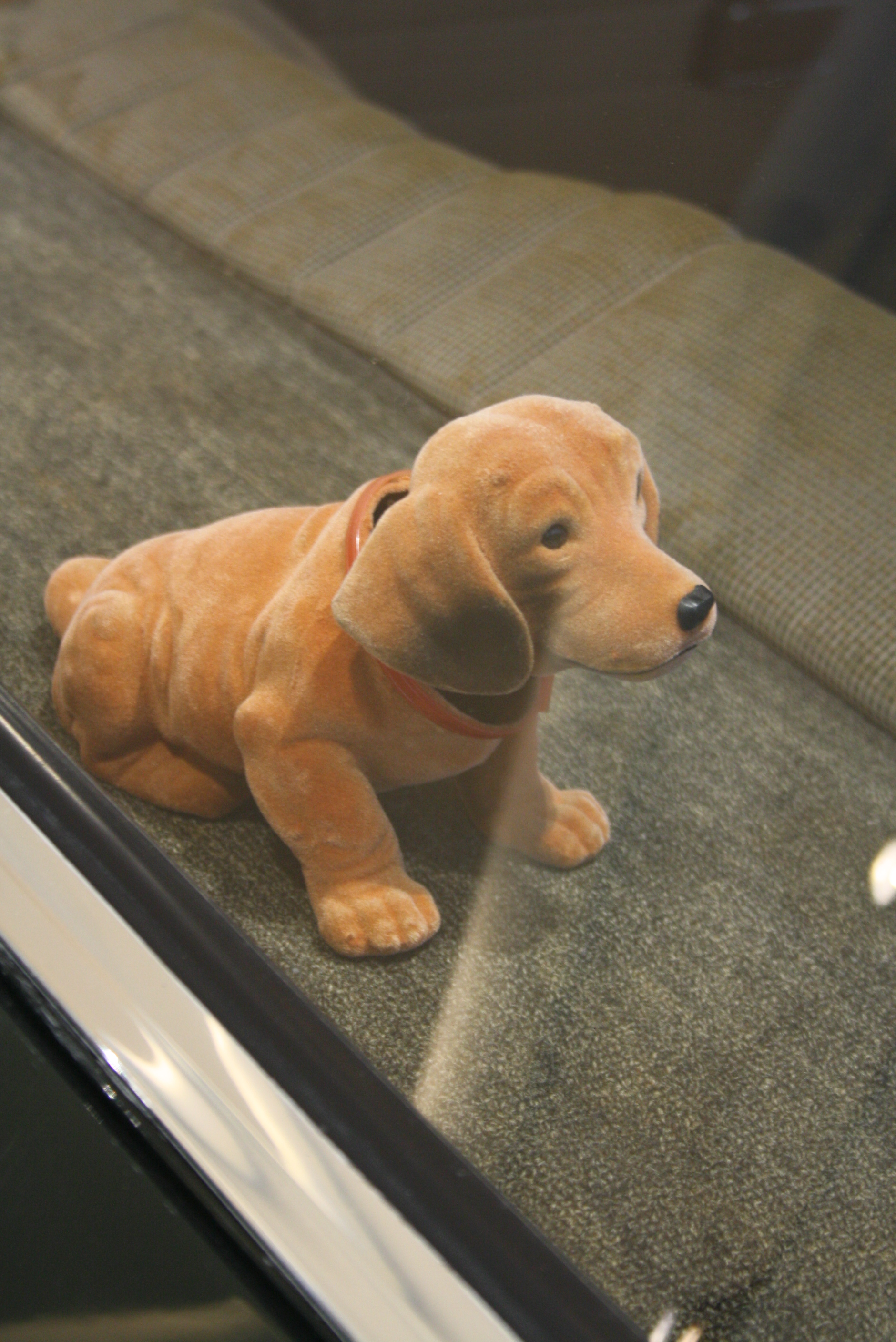
Teckel à tête branlante

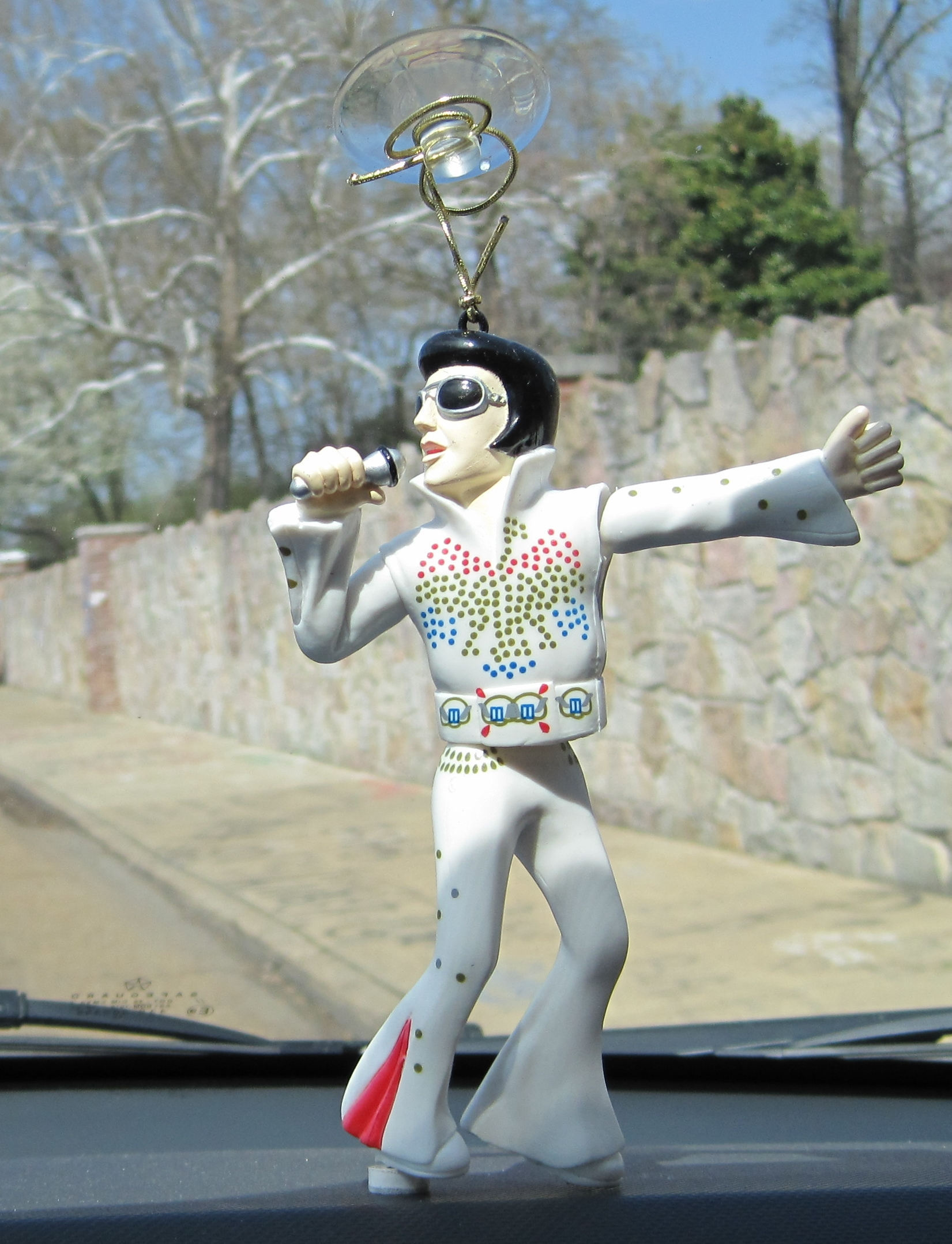
Elvis à tête branlante

Une figurine bobblehead, parfois traduite par « figurine à tête branlante », est un type de jouet à collectionner, dont la tête est souvent surdimensionnée par rapport à son corps. Au lieu d'une jonction solide avec le reste du corps, celle-ci y est reliée par un ressort ou un crochet de sorte que la tête s'agite lorsqu'on la touche, d'où le nom.
Bien que des figurines boblehead ont été réalisées à l'effigie d'un grand nombre de personnalités, comme la mascotte de céréales Count Chocula, l'auteur de la beat generation Jack Kerouac, et le prix Nobel de médecine James D. Watson, ces figurines sont en général associées à des athlètes, en particulier des joueurs de baseball. Les bobbleheads sont parfois donnés comme objets promotionnels lors d'évènements sportifs. Certaines entreprises ont aussi produit des bobbleheads représentant des personnages utilisés dans leurs publicités, comme celle du chihuahua de Taco Bell ou de Ronald McDonald.

## Histoire
La référence la plus ancienne à une figurine à tête branlante se trouve peut-être dans la nouvelle de 1842 Le Manteau de Nikolai Gogol, dans laquelle le cou du personnage principal est décrit comme « similaire aux cous des chats faits de plâtre qui secouent la tête ». Le bobblehead moderne est apparu dans les années 1950. La ligue majeure de baseball a commencé à produire ses propres bobbleheads vers 1960, créant une série de figurines en papier mâché avec un visage angélique. Les séries mondiales de 1960 marquèrent l'apparition des premières figurines représentant un joueur en particulier, pour Roberto Clemente, Mickey Mantle, Roger Maris, et Willie Mays, mais toujours avec le même visage. Dans la décennie qui suivit, les figurines à têtes branlantes furent fabriquées en céramique au lieu de papier mâché, et l'on en produit pour d'autres sports, ainsi que pour des personnages de dessins animés. Une des figurines bobblehead les plus célèbres fut aussi produite à cette époque : la série de figurines bobblehead des Beatles, qui est toujours un objet de collection recherché de nos jours. La folie des bobbleheads s'éteint vers le milieu des années 1970.
Le retour à la célébrité de ces figurines prit deux décennies ; même si les vieilles figurines de baseball ou des Beatles étaient recherchées des collectionneurs à cette époque, on ne produisait que peu de nouvelles figurines. Leur résurrection fut entraînée par des procédés de fabrication moins chers, et les figurines commencèrent à être fabriquées en plastique. Il est désormais possible de fabriquer des bobbleheads en quantité suffisamment fait pour en faire des objets de collection. Le 2 août 1997, l'équipe de ligue mineure des Barons de Birmingham donna des figurines à tête branlantes des Barons lors d'un match.La première équipe de ligue majeure de baseball à donner des bobbleheads en cadeau au public fut sans doute celle des Giants de San Francisco, qui distribua 35 000 figurines de Willie Mays lors d'un match le 9 mai 1999.
Le nombre de figurines sur le marché grandit de façon exponentielle, et l'on trouve même maintenant des figurines représentant des personnalités de la culture populaire relativement obscures. Le nouveau millénaire vit l'apparition du mini-bobblehead, d'une dizaine de centimètres de haut, distribué par exemple dans les boîtes de céréales.

### Figurines indiennes de Thanjavur

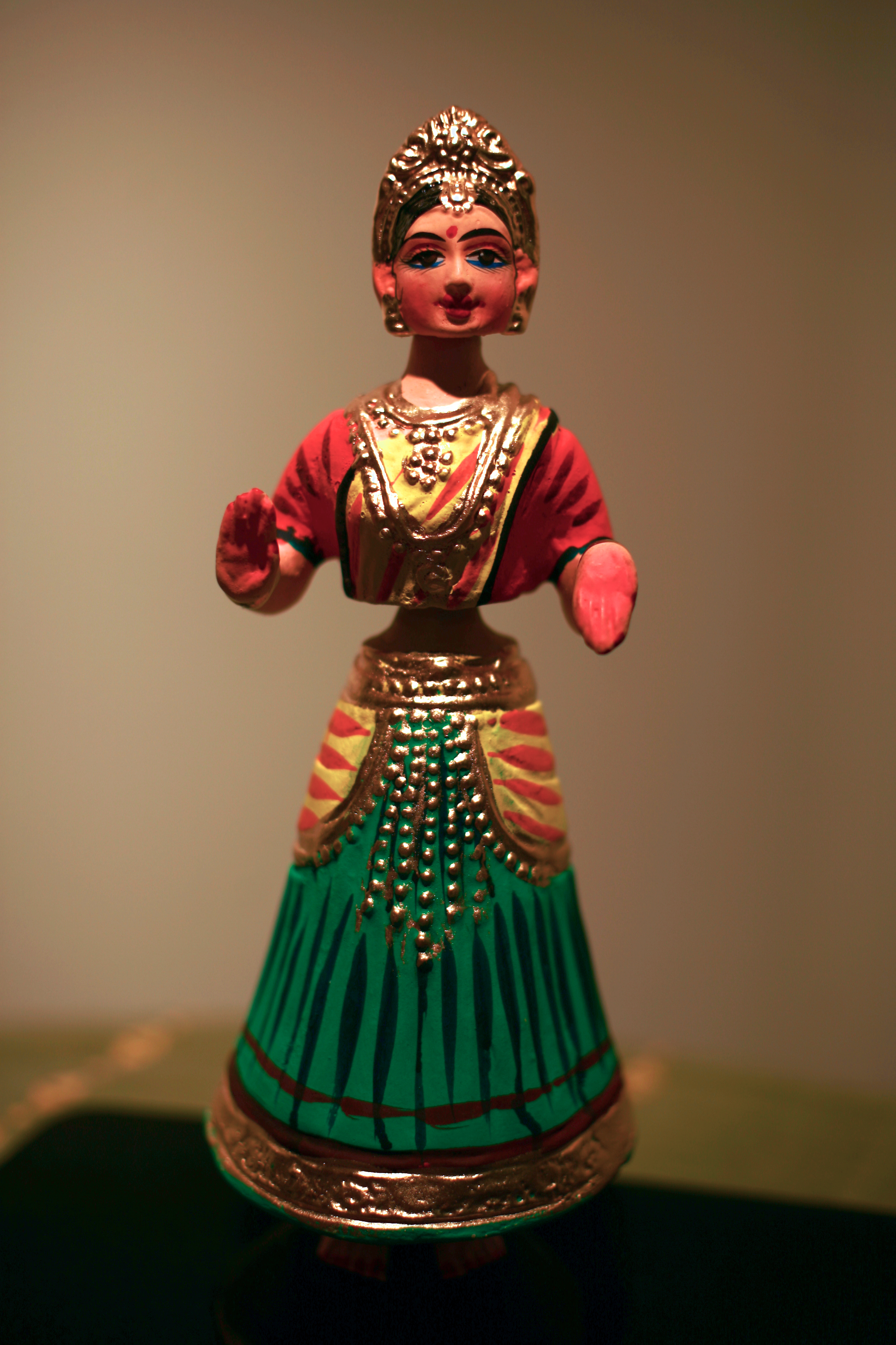
Figurines bobblehead de Thanjavur

Les figurines indienne à tête branlante Thanjavur sont dénommées « Thanjavur Thalayatti Bommai » en tamoul,  ce qui signifie « poupée de Tanjore qui secoue la tête ». Ce sont des objets d'art provenant de la région Thanjavur dans l'état du Tamil Nadu en Inde du Sud. Ces figurines font environ 15 à 30 cm de haut ; elles sont faites en terre cuite ou en bois et peintes avec des couleurs vives, et sont souvent habillées de vêtements raffinés. Elles font partie d'un étalage traditionnel de figurines appelé « Golu (kolu) », que l'on expose dans les maisons indiennes pendant le festival du « Dasara (Navaratri) » en septembre et octobre. Un autre type de figurine de Thanjavur est la figurine ronde à balancier de Tanjore (in Tamil, « Thanjavur Gundusatti Bommai »).

## La bobblehead personnalisée
En 2014, un marché pour les bobbleheads personnalisées et à la demande, d'une vingtaine de centimètres de haut, est créé par plusieurs sites internet. Le client peut téléverser une photo représentant le visage (de face, et éventuellement de profil) et choisir parmi un catalogue de corps standards. On peut aussi choisir certaines couleurs (yeux, vêtements...) et la quantité comme les Funko-Pops Funko